# Османський період в історії Боснії і Герцеговини
Османський період в історії Боснії і Герцеговини — епоха правління Османської імперії в Боснії і Герцеговині, яка тривала від 1463/1482 до 1878 року.

## Боснійсько-османські війни
Османське завоювання Боснії і Герцеговини почалося 1384 року, а потім «османська навала» поширилася на так званий Босанско Країште. Боснійське королівство остаточно впало 1463 року; Герцеговина перейшла під управління Стамбула 1482 року. Знадобилося ще близько одного століття, щоб західні частини нинішньої Боснії також увійшли до складу Османської імперії.
Боснія продовжувала офіційно існувати за правління династії Бериславичів і остаточно впала тільки 1527 року — з падінням її столиці Яйця. У тому ж році в країні створено й першу османську адміністрацію.

## Оттоманське правління
Турки завоювали Славонію і більшу частину Угорщини до 1541 року, тому в наступному столітті значна частина боснійської провінції імперії не була прикордонною смугою і розвивалася у відносному мирі. Територію регіону було розділено на дві частини: Боснійський еялет і Герцеговинський еялет.
Однак, коли Османська імперія програла війну з Австрією, яка тривала від 1683 до 1697 року, і поступилася Славонією й Угорщиною австрійцям, північні і західні кордони Боснії стали кордоном між Австрійською та Османською імперіями. Вже 1716 року Австрія окупувала північну Боснію і північну Сербію — це тривало до 1739 року, коли обидва регіони були знову передані Османській імперії в рамках угод Белградського договору. Встановлені кордони проіснували ще півтора століття, хоча прикордонні війни і тривали.
Війни між Османською імперією, Австрією та Венецією розорили Боснію і сприяли подальшій міграції населення; мусульманські біженці з Угорщини і Славонії переселялися в Боснію, асимілювалися з корінним населенням боснійців — тоді як багато православних християн регіону переселялися до Славонії на запрошення австрійського імператора.
Найвідомішим з повстань XIX століття в регіоні було повстання 1831—1832 років під проводом капітана Хусейна Градащевича, що мав прізвисько «боснійський дракон» (Zmaj od Bosne). Капітану вдалося підняти повномасштабне повстання в провінції, до якого приєдналися тисячі місцевих боснійських солдатів. Незважаючи на перемогу в кількох битвах, повстанці врешті були переможені у битві під Сараєвим 1832 року. Внутрішні розбіжності сприяли провалу заколоту — зокрема, Градащевича не підтримала значна частина герцеговинської знаті. Повстання було остаточно «погашено» до 1850 року, але Імперія продовжувала зменшуватися.
Османські султани на початку XIX століття неодноразово пробували здійснити різні економічні та військові реформи, спрямовані на вирішення серйозних проблем, викликаних, головним чином, прикордонними війнами. Проте реформи, як правило, зустрічали опір з боку військових у Боснії. У підсумку, османське правління тривало більше чотирьохсот років — аж до 1878 року.

## Структура управління
В часи Османської імперії в Боснії активно велося будівництво: створювалися і розвивалися нові міста, зокрема, Сараєво і Мостар. Імперія також сприяла встановленню тісних відносин між турками і боснійцями, і в часи Османської імперії багато турків довіряли боснійцям.

### Адміністрація
Область нинішньої Боснії і Герцеговини спочатку була частиною Оттоманської провінції Румелія (бейлербейлік) і була поділена між трьома санджаками (адміністративними одиницями другого рівня): Боснія, Герцеговина (Херсек) і Зворник (Ізворник). 1580 року стамбульська влада створила окремий Боснійський еялет, який поділявся на санджаки Боснія і Герцеговина. Влада імперії також ввели так звану систему «спахи», яка помітно змінила місцеву адміністрацію і сільськогосподарські відносини — загалом, вона була схожа на європейські феодальні володіння.
Пізніше, в рамках реформ всієї імперії, регіон став двома еялетами: Боснійським і Герцеговинським — які разом охоплювали сучасну Боснію і Герцеговину, разом з Санджацьким регіоном (тоді Санджак Нові-Пазар).

## Релігія
За віки османського правління, майже всі прихильники боснійської церкви навернулися в іслам. Існують суперечливі твердження про точне співвідношення представників різних конфесій у регіоні — як і про те, наскільки добровільним було прийняття ісламу.
Оттоманське правління також змінило етнічний і релігійний вигляд Боснії і Герцеговини. Багато боснійців-католиків поїхали до Хорватії, яка перебувала під контролем австрійських Габсбургів. Разом з тим, мусульмани з півночі і заходу Хорватії масово мігрували до Боснії.